# Caciotta al tartufo
La Caciotta al tartufo è un formaggio e prodotto tipico umbro.
Rientra nell'elenco dei prodotti agroalimentari tradizionali (PAT) stilato dal ministero delle politiche agricole e forestali (Mipaaf).
La caciotta al tartufo venne citata nella guida del Touring Club Italiano già nel 1931.

## Caratteristiche
È un formaggio a pasta molle prodotto con latte di vacca proveniente dai pascoli dell’Appennino umbro.
La stagionatura minima è di 10 giorni.